# Cars Région Haute-Loire
Cars Région Haute-Loire est le réseau de transport interurbain du département de la Haute-Loire, géré par la région Auvergne-Rhône-Alpes.
Depuis le 1er septembre 2017, la région Auvergne-Rhône-Alpes est l'autorité organisatrice des transports interurbains et scolaires. Dans la Haute-Loire, la compétence est déléguée au département jusqu'au 1er janvier 2021.
En janvier 2021, le réseau prend le nom de Cars Région Haute-Loire.

## Histoire

Ancien logo transitoire.

Au 1er septembre 2021, la numérotation est adaptée à la nouvelle numérotation alphanumérique régionale, avec la lettre « H » s'ajoutant au numéro existant et quelques lignes sont scindées ou renumérotées : la 13 est scindée en deux lignes H13 et H14 et les lignes 30 bis, 40 bis et 43 bis deviennent respectivement les lignes H31, H41 et H44.
Le 1er janvier 2023, la ligne H27 voit le jour par transfert des liaisons par autocars TER Le Puy-Ambert, tandis que la H37 est renforcée par l'intégration de la liaison Firminy-Dunières.

## Transporteurs
Les transporteurs dont le siège se situe dans le département sont les suivants :
- Autocars Jaccon / Groupe Galéo (inclus Voyages Jaccon, Autocars Gounon, Autocars Driot Masson et Voyages Velay Vivarais)
- Faure Auvergne
- Fontanon
- Leyre Marc
- Migratour
- Voyage Berger

Les transporteurs dont le siège se situe dans d'autres départements :
- Hugon Tourisme : Mende, Lozère
- Courriers Rhodaniens (groupe Galéo) : Saint-Péray, Ardèche
- Keolis Loisirs et Voyages : Cournon d'Auvergne, Puy-de-Dôme.

## Réseau
Le réseau interurbain du département est composé des dix-neuf lignes suivantes.

### Lignes H01 à H09
| Ligne | Caractéristiques | Caractéristiques                                                                               | Caractéristiques                                                                               | Caractéristiques                                                                               | Caractéristiques                                                                               | Caractéristiques                                                                               | Caractéristiques                                                                               | Caractéristiques                                                                               | Caractéristiques                                                                               |
| H01   | Le Puy-en-Velay — Pôle intermodal ⥋ Langogne — Boulevard De Gaulle | Le Puy-en-Velay — Pôle intermodal ⥋ Langogne — Boulevard De Gaulle                             | Le Puy-en-Velay — Pôle intermodal ⥋ Langogne — Boulevard De Gaulle                             | Le Puy-en-Velay — Pôle intermodal ⥋ Langogne — Boulevard De Gaulle                             | Le Puy-en-Velay — Pôle intermodal ⥋ Langogne — Boulevard De Gaulle                             | Le Puy-en-Velay — Pôle intermodal ⥋ Langogne — Boulevard De Gaulle                             | Le Puy-en-Velay — Pôle intermodal ⥋ Langogne — Boulevard De Gaulle                             | Le Puy-en-Velay — Pôle intermodal ⥋ Langogne — Boulevard De Gaulle                             | Le Puy-en-Velay — Pôle intermodal ⥋ Langogne — Boulevard De Gaulle                             |
| ----- | --- | ---------------------------------------------------------------------------------------------- | ---------------------------------------------------------------------------------------------- | ---------------------------------------------------------------------------------------------- | ---------------------------------------------------------------------------------------------- | ---------------------------------------------------------------------------------------------- | ---------------------------------------------------------------------------------------------- | ---------------------------------------------------------------------------------------------- | ---------------------------------------------------------------------------------------------- |
| H01   | Ouverture / Fermeture — / — | Longueur —                                                                                     | Durée 60 min                                                                                   | Nb. d’arrêts 18                                                                                | Matériel —                                                                                     | Jours de fonctionnement L, Ma, Me, J, V                                                        | Jour / Soir / Nuit / Fêtes O / N / N / N                                                       | Voy. / an —                                                                                    | Exploitant Hugon Tourisme                                                                      |
| H01   | Desserte : - Ville et lieux desservis : Le Puy-en-Velay, Cussac-sur-Loire, Solignac-sur-Loire, Le Brignon, Costaros, Landos, Saint-Paul-de-Tartas, Pradelles, Lespéron et Langogne - Gares desservies : Gare du Puy-en-Velay, Gare de Langogne                                               |                                                                                                |                                                                                                |                                                                                                |                                                                                                |                                                                                                |                                                                                                |                                                                                                |                                                                                                |
| H01   | Autre : - Amplitudes horaires : La ligne fonctionne du lundi au vendredi à raison de trois à quatre allers-retours par jour. - Particularités : en période scolaire, un service scolaire circule entre Landos et Langogne. - Date de dernière mise à jour : 11 décembre 2022.                |                                                                                                |                                                                                                |                                                                                                |                                                                                                |                                                                                                |                                                                                                |                                                                                                |                                                                                                |
| H01   | Dernière actualisation : — |                                                                                                |                                                                                                |                                                                                                |                                                                                                |                                                                                                |                                                                                                |                                                                                                |                                                                                                |
| H02   | Le Puy-en-Velay — Pôle intermodal ⥋ Le Bouchet-Saint-Nicolas — Boulevard De Gaulle | Le Puy-en-Velay — Pôle intermodal ⥋ Le Bouchet-Saint-Nicolas — Boulevard De Gaulle             | Le Puy-en-Velay — Pôle intermodal ⥋ Le Bouchet-Saint-Nicolas — Boulevard De Gaulle             | Le Puy-en-Velay — Pôle intermodal ⥋ Le Bouchet-Saint-Nicolas — Boulevard De Gaulle             | Le Puy-en-Velay — Pôle intermodal ⥋ Le Bouchet-Saint-Nicolas — Boulevard De Gaulle             | Le Puy-en-Velay — Pôle intermodal ⥋ Le Bouchet-Saint-Nicolas — Boulevard De Gaulle             | Le Puy-en-Velay — Pôle intermodal ⥋ Le Bouchet-Saint-Nicolas — Boulevard De Gaulle             | Le Puy-en-Velay — Pôle intermodal ⥋ Le Bouchet-Saint-Nicolas — Boulevard De Gaulle             | Le Puy-en-Velay — Pôle intermodal ⥋ Le Bouchet-Saint-Nicolas — Boulevard De Gaulle             |
| H02   | Ouverture / Fermeture — / — | Longueur —                                                                                     | Durée 47 min                                                                                   | Nb. d’arrêts 14                                                                                | Matériel —                                                                                     | Jours de fonctionnement L, Ma, Me, J, V                                                        | Jour / Soir / Nuit / Fêtes O / N / N / N                                                       | Voy. / an —                                                                                    | Exploitant Transports Migratour                                                                |
| H02   | Desserte : - Ville et lieux desservis : Le Puy-en-Velay, Saint-Christophe-sur-Dolaison, Séneujols, Cayres et Le Bouchet-Saint-Nicolas - Gares desservies : Gare du Puy-en-Velay |                                                                                                |                                                                                                |                                                                                                |                                                                                                |                                                                                                |                                                                                                |                                                                                                |                                                                                                |
| H02   | Autre : - Amplitudes horaires : La ligne fonctionne du lundi au vendredi à raison de trois allers-retours par jour. - Particularités : en période scolaire, un service scolaire circule entre Séneujols et le collège Stevenson à Landos. - Date de dernière mise à jour : 11 décembre 2022. |                                                                                                |                                                                                                |                                                                                                |                                                                                                |                                                                                                |                                                                                                |                                                                                                |                                                                                                |
| H02   | Dernière actualisation : — |                                                                                                |                                                                                                |                                                                                                |                                                                                                |                                                                                                |                                                                                                |                                                                                                |                                                                                                |
| H04   | Le Puy-en-Velay — Pôle intermodal ⥋ Monistrol-d'Allier — Centre / Saugues — Avenue Lucien Gire | Le Puy-en-Velay — Pôle intermodal ⥋ Monistrol-d'Allier — Centre / Saugues — Avenue Lucien Gire | Le Puy-en-Velay — Pôle intermodal ⥋ Monistrol-d'Allier — Centre / Saugues — Avenue Lucien Gire | Le Puy-en-Velay — Pôle intermodal ⥋ Monistrol-d'Allier — Centre / Saugues — Avenue Lucien Gire | Le Puy-en-Velay — Pôle intermodal ⥋ Monistrol-d'Allier — Centre / Saugues — Avenue Lucien Gire | Le Puy-en-Velay — Pôle intermodal ⥋ Monistrol-d'Allier — Centre / Saugues — Avenue Lucien Gire | Le Puy-en-Velay — Pôle intermodal ⥋ Monistrol-d'Allier — Centre / Saugues — Avenue Lucien Gire | Le Puy-en-Velay — Pôle intermodal ⥋ Monistrol-d'Allier — Centre / Saugues — Avenue Lucien Gire | Le Puy-en-Velay — Pôle intermodal ⥋ Monistrol-d'Allier — Centre / Saugues — Avenue Lucien Gire |
| H04   | Ouverture / Fermeture — / — | Longueur —                                                                                     | Durée 47 / 65 min                                                                              | Nb. d’arrêts 16 / 20                                                                           | Matériel —                                                                                     | Jours de fonctionnement L, Ma, Me, J, V                                                        | Jour / Soir / Nuit / Fêtes O / N / N / N                                                       | Voy. / an —                                                                                    | Exploitant Transports Migratour                                                                |
| H04   | Desserte : - Ville et lieux desservis : Le Puy-en-Velay, Espaly-Saint-Marcel, Saint-Christophe-sur-Dolaison, Bains, Saint-Privat-d'Allier, Monistrol-d'Allier et Saugues - Gares desservies : Gare du Puy-en-Velay, Gare de Monistrol-d'Allier (à distance)                                  |                                                                                                |                                                                                                |                                                                                                |                                                                                                |                                                                                                |                                                                                                |                                                                                                |                                                                                                |
| H04   | Autre : - Amplitudes horaires : La ligne fonctionne du lundi au vendredi à raison de trois allers-retours par jour. - Particularités : la ligne dessert Saugues à certains services. - Date de dernière mise à jour : 11 décembre 2022.                                                      |                                                                                                |                                                                                                |                                                                                                |                                                                                                |                                                                                                |                                                                                                |                                                                                                |                                                                                                |
| H04   | Dernière actualisation : — |                                                                                                |                                                                                                |                                                                                                |                                                                                                |                                                                                                |                                                                                                |                                                                                                |                                                                                                |

### Lignes H10 à H19
| Ligne | Caractéristiques | Caractéristiques | Caractéristiques | Caractéristiques | Caractéristiques | Caractéristiques | Caractéristiques | Caractéristiques | Caractéristiques |
| H10   | Langeac — Office du tourisme ⥋ Brioude — Lycée Lafayette (Brassac-les-Mines service scolaire) | Langeac — Office du tourisme ⥋ Brioude — Lycée Lafayette (Brassac-les-Mines service scolaire)                                    | Langeac — Office du tourisme ⥋ Brioude — Lycée Lafayette (Brassac-les-Mines service scolaire)                                    | Langeac — Office du tourisme ⥋ Brioude — Lycée Lafayette (Brassac-les-Mines service scolaire)                                    | Langeac — Office du tourisme ⥋ Brioude — Lycée Lafayette (Brassac-les-Mines service scolaire)                                    | Langeac — Office du tourisme ⥋ Brioude — Lycée Lafayette (Brassac-les-Mines service scolaire)                                    | Langeac — Office du tourisme ⥋ Brioude — Lycée Lafayette (Brassac-les-Mines service scolaire)                                    | Langeac — Office du tourisme ⥋ Brioude — Lycée Lafayette (Brassac-les-Mines service scolaire)                                    | Langeac — Office du tourisme ⥋ Brioude — Lycée Lafayette (Brassac-les-Mines service scolaire)                                    |
| ----- | --- | --- | --- | --- | --- | --- | --- | --- | --- |
| H10   | Ouverture / Fermeture — / — | Longueur — | Durée 50 / 60 min | Nb. d’arrêts 20 / 28 | Matériel — | Jours de fonctionnement L, Ma, Me, J, V                                                                                          | Jour / Soir / Nuit / Fêtes O / N / N / N                                                                                         | Voy. / an — | Exploitant Transports Migratour Faure Auvergne                                                                                   |
| H10   | Desserte : - Ville et lieux desservis : Langeac, Mazeyrat-d'Allier, Saint-Georges-d'Aurac, Paulhaguet, La Chomette, Vieille-Brioude, Brioude, Lempdes-sur-Allagnon, Sainte-Florine et Brassac-les-Mines - Gares desservies : Gare de Langeac (à distance) | | | | | | | | |
| H10   | Autre : - Amplitudes horaires : La ligne fonctionne du lundi au vendredi à raison de trois allers-retours par jour. - Particularités : la ligne dessert Brassac à certains services en période scolaire, ainsi que Saugues. - Date de dernière mise à jour : 11 décembre 2022. | | | | | | | | |
| H10   | Dernière actualisation : — | | | | | | | | |
| H13   | Brioude — Lycée Lafayette ⥋ Chambezon | Brioude — Lycée Lafayette ⥋ Chambezon                                                                                            | Brioude — Lycée Lafayette ⥋ Chambezon                                                                                            | Brioude — Lycée Lafayette ⥋ Chambezon                                                                                            | Brioude — Lycée Lafayette ⥋ Chambezon                                                                                            | Brioude — Lycée Lafayette ⥋ Chambezon                                                                                            | Brioude — Lycée Lafayette ⥋ Chambezon                                                                                            | Brioude — Lycée Lafayette ⥋ Chambezon                                                                                            | Brioude — Lycée Lafayette ⥋ Chambezon                                                                                            |
| H13   | Ouverture / Fermeture — / — | Longueur — | Durée 40 min | Nb. d’arrêts 13 | Matériel — | Jours de fonctionnement L, Ma, Me, J, V                                                                                          | Jour / Soir / Nuit / Fêtes O / N / N / N                                                                                         | Voy. / an — | Exploitant Transports Fontanon                                                                                                   |
| H13   | Desserte : - Ville et lieux desservis : Brioude, Beaumont, Bournoncle-Saint-Pierre, Arvant, Vergongheon, Frugères-les-Mines, Lempdes-sur-Allagnon et Chambezon - Gares desservies : Gare d'Arvant (à distance) | | | | | | | | |
| H13   | Autre : - Amplitudes horaires : La ligne fonctionne du lundi au vendredi à raison d'un aller-retour par jour. - Date de dernière mise à jour : 11 décembre 2022. | | | | | | | | |
| H13   | Dernière actualisation : — | | | | | | | | |
| H14   | Brioude — Lycée Lafayette ⥋ Brassac-les-Mines — Avenue du Château / Sainte-Florine — Rue de Belgique (en vacances scolaires) | Brioude — Lycée Lafayette ⥋ Brassac-les-Mines — Avenue du Château / Sainte-Florine — Rue de Belgique (en vacances scolaires)     | Brioude — Lycée Lafayette ⥋ Brassac-les-Mines — Avenue du Château / Sainte-Florine — Rue de Belgique (en vacances scolaires)     | Brioude — Lycée Lafayette ⥋ Brassac-les-Mines — Avenue du Château / Sainte-Florine — Rue de Belgique (en vacances scolaires)     | Brioude — Lycée Lafayette ⥋ Brassac-les-Mines — Avenue du Château / Sainte-Florine — Rue de Belgique (en vacances scolaires)     | Brioude — Lycée Lafayette ⥋ Brassac-les-Mines — Avenue du Château / Sainte-Florine — Rue de Belgique (en vacances scolaires)     | Brioude — Lycée Lafayette ⥋ Brassac-les-Mines — Avenue du Château / Sainte-Florine — Rue de Belgique (en vacances scolaires)     | Brioude — Lycée Lafayette ⥋ Brassac-les-Mines — Avenue du Château / Sainte-Florine — Rue de Belgique (en vacances scolaires)     | Brioude — Lycée Lafayette ⥋ Brassac-les-Mines — Avenue du Château / Sainte-Florine — Rue de Belgique (en vacances scolaires)     |
| H14   | Ouverture / Fermeture — / — | Longueur — | Durée 40 (34) min | Nb. d’arrêts 11 (7) | Matériel — | Jours de fonctionnement L, Ma, Me, J, V                                                                                          | Jour / Soir / Nuit / Fêtes O / N / N / N                                                                                         | Voy. / an — | Exploitant Transports Fontanon                                                                                                   |
| H14   | Desserte : - Ville et lieux desservis : Brioude, Beaumont, Bournoncle-Saint-Pierre, Sainte-Florine et Brassac-les-Mines - Gares desservies : Gare d'Arvant (à distance), Gare de Brassac-les-Mines - Sainte-Florine (à distance) | | | | | | | | |
| H14   | Autre : - Amplitudes horaires : La ligne fonctionne du lundi au vendredi à raison d'un aller-retour par jour. - En période scolaire, la ligne ne dessert pas Sainte-Florine, et en vacances scolaires elle est limitée à cette commune et ne dessert pas Brassac-les-Mines. - Date de dernière mise à jour : 4 décembre 2023. | | | | | | | | |
| H14   | Dernière actualisation : — | | | | | | | | |
| H15   | Brioude — Lycée Lafayette ⥋ Bournoncle-Saint-Pierre — Les Combes-Village / Auzon — Place de la Barreyre / Vézézoux — La Centrale | Brioude — Lycée Lafayette ⥋ Bournoncle-Saint-Pierre — Les Combes-Village / Auzon — Place de la Barreyre / Vézézoux — La Centrale | Brioude — Lycée Lafayette ⥋ Bournoncle-Saint-Pierre — Les Combes-Village / Auzon — Place de la Barreyre / Vézézoux — La Centrale | Brioude — Lycée Lafayette ⥋ Bournoncle-Saint-Pierre — Les Combes-Village / Auzon — Place de la Barreyre / Vézézoux — La Centrale | Brioude — Lycée Lafayette ⥋ Bournoncle-Saint-Pierre — Les Combes-Village / Auzon — Place de la Barreyre / Vézézoux — La Centrale | Brioude — Lycée Lafayette ⥋ Bournoncle-Saint-Pierre — Les Combes-Village / Auzon — Place de la Barreyre / Vézézoux — La Centrale | Brioude — Lycée Lafayette ⥋ Bournoncle-Saint-Pierre — Les Combes-Village / Auzon — Place de la Barreyre / Vézézoux — La Centrale | Brioude — Lycée Lafayette ⥋ Bournoncle-Saint-Pierre — Les Combes-Village / Auzon — Place de la Barreyre / Vézézoux — La Centrale | Brioude — Lycée Lafayette ⥋ Bournoncle-Saint-Pierre — Les Combes-Village / Auzon — Place de la Barreyre / Vézézoux — La Centrale |
| H15   | Ouverture / Fermeture — / — | Longueur — | Durée 37 min | Nb. d’arrêts 23 | Matériel — | Jours de fonctionnement L, Ma, Me, J, V                                                                                          | Jour / Soir / Nuit / Fêtes O / N / N / N                                                                                         | Voy. / an — | Exploitant Faure Auvergne |
| H15   | Desserte : - Ville et lieux desservis : Brioude, Cohade, Vergongheon, Bournoncle-Saint-Pierre, Sainte-Florine, Auzon et Vézézoux - Gares desservies : Aucune. | | | | | | | | |
| H15   | Autre : - Amplitudes horaires : La ligne fonctionne du lundi au vendredi en période scolaire à raison de trois allers-retours par jour (un aller-retour par branche). - Particularités : Différentes branches : - Brioude — Lycée Lafayette <> Bournoncle-Saint-Pierre — Les Combes-Village via Cohade et Vergongheon (Rilhac) ; - Brioude — Lycée Lafayette <> Vézézoux — La Centrale (RD16) via Bournoncle-Saint-Pierre (Les Combes-RN102), Vergongheon (Centre, Les Barthes), Sainte-Florine et Auzon (Lugeac) ; - Brioude — Lycée Lafayette <> Auzon — Place de la Barreyre via Vergongheon (Eolienne, Lot. Bergoide, Pl. Bergoide et Lubières) - Date de dernière mise à jour : 4 décembre 2023. | | | | | | | | |
| H15   | Dernière actualisation : — | | | | | | | | |
| H17   | Brioude — Gare SNCF ⥋ Craponne-sur-Arzon | Brioude — Gare SNCF ⥋ Craponne-sur-Arzon                                                                                         | Brioude — Gare SNCF ⥋ Craponne-sur-Arzon                                                                                         | Brioude — Gare SNCF ⥋ Craponne-sur-Arzon                                                                                         | Brioude — Gare SNCF ⥋ Craponne-sur-Arzon                                                                                         | Brioude — Gare SNCF ⥋ Craponne-sur-Arzon                                                                                         | Brioude — Gare SNCF ⥋ Craponne-sur-Arzon                                                                                         | Brioude — Gare SNCF ⥋ Craponne-sur-Arzon                                                                                         | Brioude — Gare SNCF ⥋ Craponne-sur-Arzon                                                                                         |
| H17   | Ouverture / Fermeture — / — | Longueur — | Durée 100 min | Nb. d’arrêts 13 | Matériel — | Jours de fonctionnement L, V | Jour / Soir / Nuit / Fêtes O / N / N / N                                                                                         | Voy. / an — | Exploitant Keolis Loisirs & Voyages                                                                                              |
| H17   | Desserte : - Ville et lieux desservis : Brioude, Fontannes, Javaugues, Saint-Didier-sur-Doulon, Cistrières, La Chaise-Dieu, Sembadel, Jullianges et Craponne-sur-Arzon - Gares desservies : Gare de Brioude et Gare de La Chaise-Dieu. | | | | | | | | |
| H17   | Autre : - Amplitudes horaires : La ligne fonctionne les lundis et vendredis en période scolaire à raison d'un aller-retour par jour. - Date de dernière mise à jour : 4 décembre 2023. | | | | | | | | |
| H17   | Dernière actualisation : — | | | | | | | | |

### Lignes H20 à H29
| Ligne | Caractéristiques | Caractéristiques                                                                                           | Caractéristiques                                                                                           | Caractéristiques                                                                                           | Caractéristiques                                                                                           | Caractéristiques                                                                                           | Caractéristiques                                                                                           | Caractéristiques                                                                                           | Caractéristiques                                                                                           |
| H27   | La Chaise-Dieu — Gare (Ambert — Avenue de la Gare à certains services) ⥋ Le Puy-en-Velay — Pôle intermodal | La Chaise-Dieu — Gare (Ambert — Avenue de la Gare à certains services) ⥋ Le Puy-en-Velay — Pôle intermodal | La Chaise-Dieu — Gare (Ambert — Avenue de la Gare à certains services) ⥋ Le Puy-en-Velay — Pôle intermodal | La Chaise-Dieu — Gare (Ambert — Avenue de la Gare à certains services) ⥋ Le Puy-en-Velay — Pôle intermodal | La Chaise-Dieu — Gare (Ambert — Avenue de la Gare à certains services) ⥋ Le Puy-en-Velay — Pôle intermodal | La Chaise-Dieu — Gare (Ambert — Avenue de la Gare à certains services) ⥋ Le Puy-en-Velay — Pôle intermodal | La Chaise-Dieu — Gare (Ambert — Avenue de la Gare à certains services) ⥋ Le Puy-en-Velay — Pôle intermodal | La Chaise-Dieu — Gare (Ambert — Avenue de la Gare à certains services) ⥋ Le Puy-en-Velay — Pôle intermodal | La Chaise-Dieu — Gare (Ambert — Avenue de la Gare à certains services) ⥋ Le Puy-en-Velay — Pôle intermodal |
| ----- | --- | --- | --- | --- | --- | --- | --- | --- | --- |
| H27   | Ouverture / Fermeture 1er janvier 2023 / — | Longueur —                                                                                                 | Durée 72 (107) min                                                                                         | Nb. d’arrêts 18 (21)                                                                                       | Matériel —                                                                                                 | Jours de fonctionnement L, Ma, Me, J, V                                                                    | Jour / Soir / Nuit / Fêtes O / N / N / N                                                                   | Voy. / an —                                                                                                | Exploitant Berger Voyages                                                                                  |
| H27   | Desserte : - Ville et lieux desservis : Ambert, Marsac-en-Livradois, Arlanc, Dore-l'Église, La Chaise-Dieu, Sembadel, Monlet, Allègre, Céaux-d'Allègre, Vernassal (Darsac), Lissac, Loudes, Saint-Paulien et Le Puy-en-Velay - Gares desservies : Gare d'Ambert, Gare d'Arlanc, Gare de La Chaise-Dieu, Gare de Sembadel, Gare de Darsac et Gare du Puy-en-Velay   | | | | | | | | |
| H27   | Autre : - Amplitudes horaires : La ligne fonctionne du lundi au vendredi à raison de deux à trois allers-retours par jour. En été un aller-retour supplémentaire fonctionnant aussi le week-end est assuré. - Particularités : Cette desserte par autocars TER est intégrée aux Cars Région le 1er janvier 2023. - Date de dernière mise à jour : 4 décembre 2023. | | | | | | | | |
| H27   | Dernière actualisation : — | | | | | | | | |
| H28   | Saint-Étienne — Place Bellevue ⥋ Beauzac — La Dorlière | Saint-Étienne — Place Bellevue ⥋ Beauzac — La Dorlière                                                     | Saint-Étienne — Place Bellevue ⥋ Beauzac — La Dorlière                                                     | Saint-Étienne — Place Bellevue ⥋ Beauzac — La Dorlière                                                     | Saint-Étienne — Place Bellevue ⥋ Beauzac — La Dorlière                                                     | Saint-Étienne — Place Bellevue ⥋ Beauzac — La Dorlière                                                     | Saint-Étienne — Place Bellevue ⥋ Beauzac — La Dorlière                                                     | Saint-Étienne — Place Bellevue ⥋ Beauzac — La Dorlière                                                     | Saint-Étienne — Place Bellevue ⥋ Beauzac — La Dorlière                                                     |
| H28   | Ouverture / Fermeture — / — | Longueur —                                                                                                 | Durée 72 min                                                                                               | Nb. d’arrêts 21                                                                                            | Matériel Crossway Récréo II                                                                                | Jours de fonctionnement L, Ma, Me, J, V, S, D                                                              | Jour / Soir / Nuit / Fêtes O / N / N / O                                                                   | Voy. / an —                                                                                                | Exploitant Autocars Jaccon                                                                                 |
| H28   | Desserte : - Ville et lieux desservis : Saint-Étienne, La Ricamarie, Le Chambon-Feugerolles, Firminy, Saint-Ferréol-d'Auroure, Pont-Salomon, Montusclat, Monistrol-sur-Loire, Bas-en-Basset et Beauzac - Gares desservies : Gare de Saint-Étienne-Bellevue, Gare de Firminy et Gare de Bas-Monistrol.                                                              | | | | | | | | |
| H28   | Autre : - Amplitudes horaires : La ligne fonctionne du lundi au vendredi de 6 h 30 à 19 h 20, les samedis à raison de trois allers-retours par jour et les dimanches et fêtes à raison de deux allers-retours par jour. - Date de dernière mise à jour : 14 janvier 2024.                                                                                          | | | | | | | | |
| H28   | Dernière actualisation : — | | | | | | | | |

### Lignes H30 à H39
| Ligne | Caractéristiques | Caractéristiques | Caractéristiques | Caractéristiques | Caractéristiques | Caractéristiques | Caractéristiques | Caractéristiques | Caractéristiques |
| H30   | Saint-Étienne — Place Bellevue ⥋ Le Puy-en-Velay — Pôle intermodal | Saint-Étienne — Place Bellevue ⥋ Le Puy-en-Velay — Pôle intermodal                                                                                           | Saint-Étienne — Place Bellevue ⥋ Le Puy-en-Velay — Pôle intermodal                                                                                           | Saint-Étienne — Place Bellevue ⥋ Le Puy-en-Velay — Pôle intermodal                                                                                           | Saint-Étienne — Place Bellevue ⥋ Le Puy-en-Velay — Pôle intermodal                                                                                           | Saint-Étienne — Place Bellevue ⥋ Le Puy-en-Velay — Pôle intermodal                                                                                           | Saint-Étienne — Place Bellevue ⥋ Le Puy-en-Velay — Pôle intermodal                                                                                           | Saint-Étienne — Place Bellevue ⥋ Le Puy-en-Velay — Pôle intermodal                                                                                           | Saint-Étienne — Place Bellevue ⥋ Le Puy-en-Velay — Pôle intermodal                                                                                           |
| ----- | --- | --- | --- | --- | --- | --- | --- | --- | --- |
| H30   | Ouverture / Fermeture — / — | Longueur — | Durée 100 min | Nb. d’arrêts 20 | Matériel Crossway NP MAN Lion's Intercity | Jours de fonctionnement L, Ma, Me, J, V, S, D | Jour / Soir / Nuit / Fêtes O / N / N / O | Voy. / an — | Transporteurs Autocars Just (Faure) Hugon AURA |
| H30   | Desserte : - Ville et lieux desservis : Saint-Étienne, Firminy, Saint-Ferréol-d'Auroure, Pont-Salomon, La Chapelle-d'Aurec, Monistrol-sur-Loire, Saint-Maurice-de-Lignon, Yssingeaux, Bessamorel, Le Pertuis, Saint-Hostien, Saint-Pierre-Eynac, Saint-Étienne-Lardeyrol, Saint-Germain-Laprade, Brives-Charensac et Le Puy-en-Velay - Gares desservies : Gare de Saint-Étienne-Bellevue, Gare de Firminy, Gare du Puy-en-Velay | | | | | | | | |
| H30   | Autre : - Amplitudes horaires : La ligne fonctionne du lundi au vendredi en période scolaire à raison de 4 à 5 allers-retours par jour, du lundi au vendredi en période de vacances scolaires à raison de 3 allers-retours par jour et les samedis, dimanches et jours fériés à raison de 2 allers-retours par jour. - Certains services desservent en période scolaire le bourg de Saint-Étienne-Lardeyrol. - Rupture de charge systématique à Yssingeaux - Gare routière de l'Antreuil. - Un aller-retour relie également la gare de Saint-Étienne-Châteaucreux à la gare routière d'Yssingeaux le vendredi soir vers la préfecture de la Loire et le dimanche soir dans l'autre sens. - Date de dernière mise à jour : 4 décembre 2023. | | | | | | | | |
| H30   | Dernière actualisation : — | | | | | | | | |
| H31   | Yssingeaux — Gare routière l'Antreuil ⥋ Le Puy-en-Velay — Pôle intermodal | Yssingeaux — Gare routière l'Antreuil ⥋ Le Puy-en-Velay — Pôle intermodal                                                                                    | Yssingeaux — Gare routière l'Antreuil ⥋ Le Puy-en-Velay — Pôle intermodal                                                                                    | Yssingeaux — Gare routière l'Antreuil ⥋ Le Puy-en-Velay — Pôle intermodal                                                                                    | Yssingeaux — Gare routière l'Antreuil ⥋ Le Puy-en-Velay — Pôle intermodal                                                                                    | Yssingeaux — Gare routière l'Antreuil ⥋ Le Puy-en-Velay — Pôle intermodal                                                                                    | Yssingeaux — Gare routière l'Antreuil ⥋ Le Puy-en-Velay — Pôle intermodal                                                                                    | Yssingeaux — Gare routière l'Antreuil ⥋ Le Puy-en-Velay — Pôle intermodal                                                                                    | Yssingeaux — Gare routière l'Antreuil ⥋ Le Puy-en-Velay — Pôle intermodal                                                                                    |
| H31   | Ouverture / Fermeture — / — | Longueur — | Durée 60 min | Nb. d’arrêts 19 | Matériel MAN Lion's Intercity | Jours de fonctionnement L, Me, J, V, S | Jour / Soir / Nuit / Fêtes O / N / N / N | Voy. / an — | Exploitant Hugon AURA |
| H31   | Desserte : - Ville et lieux desservis : Yssingeaux, Beaux, Saint-Julien-du-Pinet, Mézères, Rosières, Beaulieu, Lavoute-sur-Loire, Chaspinhac, Le Monteil, Chadrac et Le Puy-en-Velay - Gares desservies : Gare du Puy-en-Velay | | | | | | | | |
| H31   | Autre : - Amplitudes horaires : La ligne fonctionne du lundi au vendredi en période scolaire à raison de 2 à 4 départs allers-retours, du lundi au vendredi en vacances scolaires et les mercredis et samedis toute l'année à raison de deux allers-retours par jour. - Date de dernière mise à jour : 4 décembre 2023. | | | | | | | | |
| H31   | Dernière actualisation : — | | | | | | | | |
| H34   | Saint-Étienne — Place Bellevue ⥋ Saint-Didier-en-Velay — Hôtel de ville / Sainte-Sigolène — Hôtel de ville | Saint-Étienne — Place Bellevue ⥋ Saint-Didier-en-Velay — Hôtel de ville / Sainte-Sigolène — Hôtel de ville                                                   | Saint-Étienne — Place Bellevue ⥋ Saint-Didier-en-Velay — Hôtel de ville / Sainte-Sigolène — Hôtel de ville                                                   | Saint-Étienne — Place Bellevue ⥋ Saint-Didier-en-Velay — Hôtel de ville / Sainte-Sigolène — Hôtel de ville                                                   | Saint-Étienne — Place Bellevue ⥋ Saint-Didier-en-Velay — Hôtel de ville / Sainte-Sigolène — Hôtel de ville                                                   | Saint-Étienne — Place Bellevue ⥋ Saint-Didier-en-Velay — Hôtel de ville / Sainte-Sigolène — Hôtel de ville                                                   | Saint-Étienne — Place Bellevue ⥋ Saint-Didier-en-Velay — Hôtel de ville / Sainte-Sigolène — Hôtel de ville                                                   | Saint-Étienne — Place Bellevue ⥋ Saint-Didier-en-Velay — Hôtel de ville / Sainte-Sigolène — Hôtel de ville                                                   | Saint-Étienne — Place Bellevue ⥋ Saint-Didier-en-Velay — Hôtel de ville / Sainte-Sigolène — Hôtel de ville                                                   |
| H34   | Ouverture / Fermeture — / — | Longueur — | Durée 35 / 50 min | Nb. d’arrêts 13 / 20 | Matériel Crossway Récréo II | Jours de fonctionnement L, Ma, Me, J, V, S, D | Jour / Soir / Nuit / Fêtes O / N / N / O | Voy. / an — | Exploitant Autocars Jaccon |
| H34   | Desserte : - Ville et lieux desservis : Saint-Étienne, La Ricamarie, Le Chambon-Feugerolles, Firminy, Saint-Just-Malmont, Saint-Ferréol-d'Auroure, Saint-Didier-en-Velay, La Séauve-sur-Semène, Saint-Pal-de-Mons et Sainte-Sigolène - Gares desservies : Gare de Saint-Étienne-Bellevue et Gare de Firminy. | | | | | | | | |
| H34   | Autre : - Amplitudes horaires : La ligne fonctionne du lundi au vendredi en période scolaire de 6 h 35 à 19 h 20 et du lundi au vendredi en vacances scolaires, les samedis, dimanches et jours fériés à raison de deux allers-retours par jour. - Particularités : Deux services circulant du lundi au vendredi en période scolaire sont limités à l'itinéraire Saint-Didier-en-Velay - Hôtel de Ville > Firminy Gare-Pôle multimodal, uniquement dans ce sens. - Date de dernière mise à jour : 4 décembre 2023. | | | | | | | | |
| H34   | Dernière actualisation : — | | | | | | | | |
| H37   | Saint-Étienne — Châteaucreux / Firminy — Gare SNCF - Pôle multimodal ⥋ Saint-Agrève — Place de Verdun / Tence — Rue des Écoles / Dunières — Ancienne Bascule | Saint-Étienne — Châteaucreux / Firminy — Gare SNCF - Pôle multimodal ⥋ Saint-Agrève — Place de Verdun / Tence — Rue des Écoles / Dunières — Ancienne Bascule | Saint-Étienne — Châteaucreux / Firminy — Gare SNCF - Pôle multimodal ⥋ Saint-Agrève — Place de Verdun / Tence — Rue des Écoles / Dunières — Ancienne Bascule | Saint-Étienne — Châteaucreux / Firminy — Gare SNCF - Pôle multimodal ⥋ Saint-Agrève — Place de Verdun / Tence — Rue des Écoles / Dunières — Ancienne Bascule | Saint-Étienne — Châteaucreux / Firminy — Gare SNCF - Pôle multimodal ⥋ Saint-Agrève — Place de Verdun / Tence — Rue des Écoles / Dunières — Ancienne Bascule | Saint-Étienne — Châteaucreux / Firminy — Gare SNCF - Pôle multimodal ⥋ Saint-Agrève — Place de Verdun / Tence — Rue des Écoles / Dunières — Ancienne Bascule | Saint-Étienne — Châteaucreux / Firminy — Gare SNCF - Pôle multimodal ⥋ Saint-Agrève — Place de Verdun / Tence — Rue des Écoles / Dunières — Ancienne Bascule | Saint-Étienne — Châteaucreux / Firminy — Gare SNCF - Pôle multimodal ⥋ Saint-Agrève — Place de Verdun / Tence — Rue des Écoles / Dunières — Ancienne Bascule | Saint-Étienne — Châteaucreux / Firminy — Gare SNCF - Pôle multimodal ⥋ Saint-Agrève — Place de Verdun / Tence — Rue des Écoles / Dunières — Ancienne Bascule |
| H37   | Ouverture / Fermeture — / — | Longueur — | Durée 120 min | Nb. d’arrêts 33 | Matériel Crossway Line | Jours de fonctionnement L, Ma, Me, J, V, S, D | Jour / Soir / Nuit / Fêtes O / N / N / O | Voy. / an — | Exploitant Autocars Jaccon |
| H37   | Desserte : - Ville et lieux desservis : Saint-Étienne, Firminy, Saint-Just-Malmont, Saint-Victor-Malescours, Saint-Didier-en-Velay, La Séauve-sur-Semène, Saint-Pal-de-Mons, Saint-Romain-Lachalm, Dunières, Montfaucon-en-Velay, Montregard, Tence, Le Chambon-sur-Lignon, Mars et Saint-Agrève - Gares desservies : Gare de Saint-Étienne-Châteaucreux, Gare de Saint-Étienne-Bellevue et Gare de Firminy | | | | | | | | |
| H37   | Autre : - Amplitudes horaires : La ligne fonctionne du lundi au vendredi à raison de quatre à six allers-retours par jour et les samedis, dimanches et jours fériés à raison de 2 allers-retours par jour. - Particularités : Les terminus varient selon les services, les services terminant à Tence ou Dunières partent de Firminy. Les services Firminy-Dunières, anciennement assurés comme autocars TER, sont intégrés à la ligne le 1er janvier 2023. - Date de dernière mise à jour : 4 décembre 2023. | | | | | | | | |
| H37   | Dernière actualisation : — | | | | | | | | |
| H39   | Riotord — Hôtel de ville ⥋ Yssingeaux — Gare routière / Yssingeaux — Choumouroux | Riotord — Hôtel de ville ⥋ Yssingeaux — Gare routière / Yssingeaux — Choumouroux                                                                             | Riotord — Hôtel de ville ⥋ Yssingeaux — Gare routière / Yssingeaux — Choumouroux                                                                             | Riotord — Hôtel de ville ⥋ Yssingeaux — Gare routière / Yssingeaux — Choumouroux                                                                             | Riotord — Hôtel de ville ⥋ Yssingeaux — Gare routière / Yssingeaux — Choumouroux                                                                             | Riotord — Hôtel de ville ⥋ Yssingeaux — Gare routière / Yssingeaux — Choumouroux                                                                             | Riotord — Hôtel de ville ⥋ Yssingeaux — Gare routière / Yssingeaux — Choumouroux                                                                             | Riotord — Hôtel de ville ⥋ Yssingeaux — Gare routière / Yssingeaux — Choumouroux                                                                             | Riotord — Hôtel de ville ⥋ Yssingeaux — Gare routière / Yssingeaux — Choumouroux                                                                             |
| H39   | Ouverture / Fermeture — / — | Longueur — | Durée 65 min | Nb. d’arrêts 26 | Matériel MAN Lion's Intercity | Jours de fonctionnement L, Ma, Me, J, V | Jour / Soir / Nuit / Fêtes O / N / N / N | Voy. / an — | Exploitant Autocars Jaccon |
| H39   | Desserte : - Ville et lieux desservis : Riotord, Dunières, Montfaucon-en-Velay, Montregard, Raucoules, Lapte, Grazac et Yssingeaux - Gares desservies : Aucune. | | | | | | | | |
| H39   | Autre : - Amplitudes horaires : La ligne fonctionne du lundi au vendredi en période scolaire à raison de cinq à six allers-retours par jour. - Particularités : La ligne compte de nombreux services partiels. - Date de dernière mise à jour : 4 décembre 2023. | | | | | | | | |
| H39   | Dernière actualisation : — | | | | | | | | |

### Lignes H40 à H49
| Ligne | Caractéristiques | Caractéristiques                                                             | Caractéristiques                                                             | Caractéristiques                                                             | Caractéristiques                                                             | Caractéristiques                                                             | Caractéristiques                                                             | Caractéristiques                                                             | Caractéristiques                                                             |
| H40   | Tence — Place du Chatiague ⥋ Yssingeaux — Gare routière | Tence — Place du Chatiague ⥋ Yssingeaux — Gare routière                      | Tence — Place du Chatiague ⥋ Yssingeaux — Gare routière                      | Tence — Place du Chatiague ⥋ Yssingeaux — Gare routière                      | Tence — Place du Chatiague ⥋ Yssingeaux — Gare routière                      | Tence — Place du Chatiague ⥋ Yssingeaux — Gare routière                      | Tence — Place du Chatiague ⥋ Yssingeaux — Gare routière                      | Tence — Place du Chatiague ⥋ Yssingeaux — Gare routière                      | Tence — Place du Chatiague ⥋ Yssingeaux — Gare routière                      |
| ----- | --- | ---------------------------------------------------------------------------- | ---------------------------------------------------------------------------- | ---------------------------------------------------------------------------- | ---------------------------------------------------------------------------- | ---------------------------------------------------------------------------- | ---------------------------------------------------------------------------- | ---------------------------------------------------------------------------- | ---------------------------------------------------------------------------- |
| H40   | Ouverture / Fermeture — / — | Longueur —                                                                   | Durée 40 min                                                                 | Nb. d’arrêts 9                                                               | Matériel —                                                                   | Jours de fonctionnement L, Ma, Me, J, V                                      | Jour / Soir / Nuit / Fêtes O / N / N / N                                     | Voy. / an —                                                                  | Exploitant Autocars Jaccon                                                   |
| H40   | Desserte : - Ville et lieux desservis : Tence, Raucoules, Lapte, Grazac et Yssingeaux - Gares desservies : Aucune.                                                                        |                                                                              |                                                                              |                                                                              |                                                                              |                                                                              |                                                                              |                                                                              |                                                                              |
| H40   | Autre : - Amplitudes horaires : La ligne fonctionne du lundi au vendredi à raison d'un aller-retour par jour. - Date de dernière mise à jour : 11 décembre 2022.                          |                                                                              |                                                                              |                                                                              |                                                                              |                                                                              |                                                                              |                                                                              |                                                                              |
| H40   | Dernière actualisation : — |                                                                              |                                                                              |                                                                              |                                                                              |                                                                              |                                                                              |                                                                              |                                                                              |
| H41   | Tence — Place du Chatiague ⥋ Yssingeaux — Gare routière | Tence — Place du Chatiague ⥋ Yssingeaux — Gare routière                      | Tence — Place du Chatiague ⥋ Yssingeaux — Gare routière                      | Tence — Place du Chatiague ⥋ Yssingeaux — Gare routière                      | Tence — Place du Chatiague ⥋ Yssingeaux — Gare routière                      | Tence — Place du Chatiague ⥋ Yssingeaux — Gare routière                      | Tence — Place du Chatiague ⥋ Yssingeaux — Gare routière                      | Tence — Place du Chatiague ⥋ Yssingeaux — Gare routière                      | Tence — Place du Chatiague ⥋ Yssingeaux — Gare routière                      |
| H41   | Ouverture / Fermeture — / — | Longueur —                                                                   | Durée 40 min                                                                 | Nb. d’arrêts 14                                                              | Matériel —                                                                   | Jours de fonctionnement L, Ma, Me, J, V                                      | Jour / Soir / Nuit / Fêtes O / N / N / N                                     | Voy. / an —                                                                  | Exploitant Autocars Jaccon                                                   |
| H41   | Desserte : - Ville et lieux desservis : Le Chambon-sur-Lignon, Mazet-Saint-Voy, Freycenet-la-Tour, Saint-Jeures, Araules et Yssingeaux - Gares desservies : Aucune.                       |                                                                              |                                                                              |                                                                              |                                                                              |                                                                              |                                                                              |                                                                              |                                                                              |
| H41   | Autre : - Amplitudes horaires : La ligne fonctionne du lundi au vendredi à raison de trois allers-retours par jour. - Date de dernière mise à jour : 11 décembre 2022.                    |                                                                              |                                                                              |                                                                              |                                                                              |                                                                              |                                                                              |                                                                              |                                                                              |
| H41   | Dernière actualisation : — |                                                                              |                                                                              |                                                                              |                                                                              |                                                                              |                                                                              |                                                                              |                                                                              |
| H43   | Le Puy-en-Velay — Pôle intermodal ⥋ Saint-Julien-Chapteuil — Place E. Mauras | Le Puy-en-Velay — Pôle intermodal ⥋ Saint-Julien-Chapteuil — Place E. Mauras | Le Puy-en-Velay — Pôle intermodal ⥋ Saint-Julien-Chapteuil — Place E. Mauras | Le Puy-en-Velay — Pôle intermodal ⥋ Saint-Julien-Chapteuil — Place E. Mauras | Le Puy-en-Velay — Pôle intermodal ⥋ Saint-Julien-Chapteuil — Place E. Mauras | Le Puy-en-Velay — Pôle intermodal ⥋ Saint-Julien-Chapteuil — Place E. Mauras | Le Puy-en-Velay — Pôle intermodal ⥋ Saint-Julien-Chapteuil — Place E. Mauras | Le Puy-en-Velay — Pôle intermodal ⥋ Saint-Julien-Chapteuil — Place E. Mauras | Le Puy-en-Velay — Pôle intermodal ⥋ Saint-Julien-Chapteuil — Place E. Mauras |
| H43   | Ouverture / Fermeture — / — | Longueur —                                                                   | Durée 30 min                                                                 | Nb. d’arrêts 12                                                              | Matériel —                                                                   | Jours de fonctionnement L, Ma, Me, J, V                                      | Jour / Soir / Nuit / Fêtes O / N / N / N                                     | Voy. / an —                                                                  | Exploitant Hugon Tourisme                                                    |
| H43   | Desserte : - Ville et lieux desservis : Le Puy-en-Velay, Brives-Charensac, Saint-Germain-Laprade, Saint-Pierre-Eynac et Saint-Julien-Chapteuil - Gares desservies : Gare du Puy-en-Velay. |                                                                              |                                                                              |                                                                              |                                                                              |                                                                              |                                                                              |                                                                              |                                                                              |
| H43   | Autre : - Amplitudes horaires : La ligne fonctionne du lundi au vendredi à raison d'un à deux allers-retours par jour. - Date de dernière mise à jour : 11 décembre 2022.                 |                                                                              |                                                                              |                                                                              |                                                                              |                                                                              |                                                                              |                                                                              |                                                                              |
| H43   | Dernière actualisation : — |                                                                              |                                                                              |                                                                              |                                                                              |                                                                              |                                                                              |                                                                              |                                                                              |
| H44   | Le Puy-en-Velay — Pôle intermodal ⥋ Laussonne — Centre | Le Puy-en-Velay — Pôle intermodal ⥋ Laussonne — Centre                       | Le Puy-en-Velay — Pôle intermodal ⥋ Laussonne — Centre                       | Le Puy-en-Velay — Pôle intermodal ⥋ Laussonne — Centre                       | Le Puy-en-Velay — Pôle intermodal ⥋ Laussonne — Centre                       | Le Puy-en-Velay — Pôle intermodal ⥋ Laussonne — Centre                       | Le Puy-en-Velay — Pôle intermodal ⥋ Laussonne — Centre                       | Le Puy-en-Velay — Pôle intermodal ⥋ Laussonne — Centre                       | Le Puy-en-Velay — Pôle intermodal ⥋ Laussonne — Centre                       |
| H44   | Ouverture / Fermeture — / — | Longueur —                                                                   | Durée 30 min                                                                 | Nb. d’arrêts 14                                                              | Matériel —                                                                   | Jours de fonctionnement L, Ma, Me, J, V                                      | Jour / Soir / Nuit / Fêtes O / N / N / N                                     | Voy. / an —                                                                  | Exploitant Hugon Tourisme                                                    |
| H44   | Desserte : - Ville et lieux desservis : Le Puy-en-Velay, Brives-Charensac, Saint-Germain-Laprade, Saint-Pierre-Eynac, Lantriac et Laussonne - Gares desservies : Gare du Puy-en-Velay.    |                                                                              |                                                                              |                                                                              |                                                                              |                                                                              |                                                                              |                                                                              |                                                                              |
| H44   | Autre : - Amplitudes horaires : La ligne fonctionne du lundi au vendredi à raison de deux à trois allers-retours par jour. - Date de dernière mise à jour : 11 décembre 2022.             |                                                                              |                                                                              |                                                                              |                                                                              |                                                                              |                                                                              |                                                                              |                                                                              |
| H44   | Dernière actualisation : — |                                                                              |                                                                              |                                                                              |                                                                              |                                                                              |                                                                              |                                                                              |                                                                              |
| H46   | Le Puy-en-Velay — Pôle intermodal ⥋ Le Monastier — La Prada | Le Puy-en-Velay — Pôle intermodal ⥋ Le Monastier — La Prada                  | Le Puy-en-Velay — Pôle intermodal ⥋ Le Monastier — La Prada                  | Le Puy-en-Velay — Pôle intermodal ⥋ Le Monastier — La Prada                  | Le Puy-en-Velay — Pôle intermodal ⥋ Le Monastier — La Prada                  | Le Puy-en-Velay — Pôle intermodal ⥋ Le Monastier — La Prada                  | Le Puy-en-Velay — Pôle intermodal ⥋ Le Monastier — La Prada                  | Le Puy-en-Velay — Pôle intermodal ⥋ Le Monastier — La Prada                  | Le Puy-en-Velay — Pôle intermodal ⥋ Le Monastier — La Prada                  |
| H46   | Ouverture / Fermeture — / — | Longueur —                                                                   | Durée 35 min                                                                 | Nb. d’arrêts 12                                                              | Matériel —                                                                   | Jours de fonctionnement L, Ma, Me, J, V                                      | Jour / Soir / Nuit / Fêtes O / N / N / N                                     | Voy. / an —                                                                  | Exploitant Transports Migratour                                              |
| H46   | Desserte : - Ville et lieux desservis : Le Puy-en-Velay, Brives-Charensac, Saint-Germain-Laprade, Arsac-en-Velay et Le Monastier-sur-Gazeille - Gares desservies : Gare du Puy-en-Velay.  |                                                                              |                                                                              |                                                                              |                                                                              |                                                                              |                                                                              |                                                                              |                                                                              |
| H46   | Autre : - Amplitudes horaires : La ligne fonctionne du lundi au vendredi à raison d'un à deux allers-retours par jour. - Date de dernière mise à jour : 11 décembre 2022.                 |                                                                              |                                                                              |                                                                              |                                                                              |                                                                              |                                                                              |                                                                              |                                                                              |
| H46   | Dernière actualisation : — |                                                                              |                                                                              |                                                                              |                                                                              |                                                                              |                                                                              |                                                                              |                                                                              |